# Mehdi Makhloufi
Mehdi Makhloufi (14 oktober 1978) is een Franse voormalig voetbalspeler die als middenvelder speelde. Hij speelde onder andere voor RFC Tournai, Cercle Brugge, KSK Beveren, CS Visé, KV Oostende en KV Kortrijk. 

## Carrière
- jeugd-2001: OSC Lille
- 1999-2000: FC Pau
- 2000: RFC Tournai
- 2000-2001: Cercle Brugge
- 2001-2002: KSK Beveren
- 2002-2003: CS Visé
- 2003-2004: KV Oostende
- 2004-2007: KV Kortrijk
- 2007-2008: USL Dunkerque
- 2008-2009: CS Grevenmacher
- 2009: KMSK Deinze
- 2009-2010 : FC Tourcoing